# باشگاه فوتبال یونیتد سرویس پورت‌موث
باشگاه فوتبال یونیتد سرویس پورت‌موث (به انگلیسی: United Services Portsmouth Football Club) یک باشگاه فوتبال در شهر پورت‌موث، کشور انگلستان است که در سال ۱۹۶۲ میلادی تأسیس شده‌است.